# Гай Флавий Фимбрия (консул 104 пр.н.е.)
Вижте пояснителната страница за други личности с името Гай Флавий Фимбрия.
Гай Флавий Фимбрия (на латински: Gaius Flavius Fimbria; † преди 91 пр.н.е.) e политик, юристконсулт и оратор на Римската република през 2 век пр.н.е.
Той е homo novus и първо e народен трибун, а през 107 пр.н.е. претор. През 104 пр.н.е. е избран за консул заедно с Гай Марий. След управлението на провинция Галия той е даден на съд през 103/102 пр.н.е. от Марк Грацидий за изнудване, но обявен за невинен. През 100 пр.н.е. е голям противник на Луций Апулей Сатурнин. Умира преди 91 пр.н.е.
Цицерон често хвали неговите реторически талант и политическо държание.
Неговият син Гай Флавий Фимбрия се бие безуспешно в Първата Митридатова война против Сула.